# Musikjahr 1600
Liste der Musikjahre

◄◄ | ◄ | 1596 | 1597 | 1598 | 1599 | Musikjahr 1600 | 1601 | 1602 | 1603 | 1604 | ► | ►►

Weitere Ereignisse
Dieser Artikel behandelt das Musikjahr 1600.

## Ereignisse
- 00. Februar: Die geistliche Oper Rappresentatione di Anima, et di Corpo von Emilio de’ Cavalieri auf ein Libretto von Agostino Manni mit Dorisio Isorelli wird in Rom im Oratorio di Santa Maria in Vallicella uraufgeführt.
- 06. Oktober: Bei der Hochzeit Heinrichs IV. von Frankreich mit der Prinzessin Maria von Medici wird im Palazzo Pitti die „Favola in Musica“ L'Euridice favola drammatica von Jacopo Peri als erste erhalten gebliebene Oper der Musikgeschichte uraufgeführt.
- 07. Oktober: Anlässlich der Hochzeit per procurationem König Heinrichs IV. von Frankreich mit Maria de’ Medici erfolgt die Uraufführung der Oper Il rapimento di Cefalo von Giulio Caccini im Palazzo Vecchio in Florenz.
- Gregor Aichinger unternimmt 1600 eine Reise nach Rom, auf der er wahrscheinlich zum Priester geweiht wird.
- Jean-Baptiste Besard, der in Rom Lautenunterricht bei Lorenzo Tracetti erhielt, ist ab 1600 nahezu ständig auf Reisen, vorwiegend in Italien und Deutschland. Seine Sammlungen zeigen ein sehr weit gefächertes Bild der Lautenmusik dieser Zeit.
- Charles Bocquet steht in den Jahren 1599 und 1600 in Diensten von Kurfürst Friedrich IV. von der Pfalz in Heidelberg.
- Giulio Caccini hintertreibt 1600 die Uraufführung der von Jacopo Peri verfassten Oper Euridice, indem Sänger, die ihm verbunden sind, statt der Musik von Peri die entsprechenden Passagen aus seiner eigenen Oper singen. Noch im selben Jahr vollendet er seine eigene Euridice, die er noch vor Peri in Druck gibt (1602 uraufgeführt, Libretto von Ottavio Rinuccini).
- Christian Erbach widmet seinem Mäzen Markus Fugger dem Jüngeren (1564–1614) sein erstes Buch der Modi sacri; dieses enthält auch ein Votum nuptiale, komponiert zu dessen Hochzeit mit Maria Salome von Königsegg am 16. November 1598. Aus der Widmungs-Vorrede dieses Buchs ergeben sich auch weitere Rückschlüsse auf die Beziehung Erbachs zur Familie der Fugger und deren Förderung.
- John Farmer, der seit 1595 als Organist der Christ-Church-Cathedral von Dublin gewirkt hatte, kehrt 1600 nach London zurück.
- Carlo Gesualdo wendet sich – nachdem 1600 das einzige Kind aus seiner zweiten Ehe gestorben ist – der Komposition von geistlicher Musik zu.
- Hans Leo Haßler wird im Jahr 1600 neben seinen anderen Tätigkeiten für ein Jahr zusätzlich Leiter der Augsburger Stadtpfeifer.

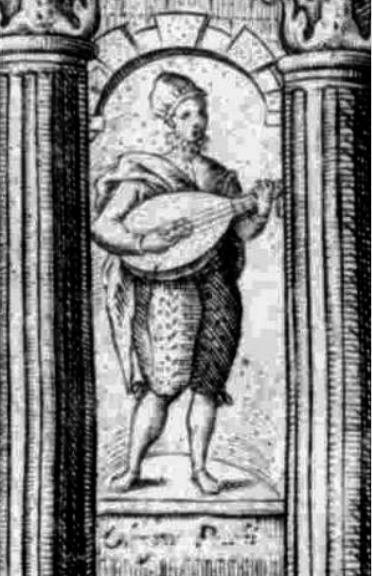
Abbildung von Giovanni Picchi in Fabritio Carosos Tanztraktat Nobilità di dame, 1600

- Claude Le Jeune verstirbt Mitte September 1600 und wird am 26. September auf dem protestantischen Friedhof der Pariser Gemeinde La Trinité beigesetzt.
- Über das letzte Lebensjahrzehnt von Benedetto Pallavicino gibt es wenig Informationen. Die Widmung in seinem sechsten Madrigalbuch, die im Jahr 1600 an Herzog Alessandro Bevilacqua gerichtet ist, lässt darauf schließen, dass er eine häufige Förderung seitens der Accademia Filarmonica in Verona erfahren hat.
- Giovanni Picchi wird um 1660 neben zwei weiteren Musikern auf dem Titelblatt der Nobilità di dame, einem Tanztraktat von Fabritio Caroso, abgebildet. In diesem Werk wird er als „Professore di ballare“ (Tanzlehrer) bezeichnet.
- Paolo Quagliati, der in Rom ab 1574 als Organist in verschiedenen Kirchen wirkte, findet nach 1600 eine Anstellung bei Kardinal Alessandro Ludovisi, dem späteren Papst Gregor XV.
- Andreas Raselius, der ab 1584 als Kantor an der Neupfarrkirche in Regensburg wirkte, ist ab 1600 Hofkapellmeister in Heidelberg.
- Francesco Rasi, der zuvor für zwei Jahre in der Hofkapelle des polnischen Königs Sigismund III. wirkte, ist Sänger bei den Uraufführungen von Jacopo Peris Euridice (Aminta) sowie Giulio Caccinis Il rapimento di Cefalo.
- Fulgenzio Valesi, der von 1593 bis 1600 Zisterziensermönch am Konvent von Santa Croce in Gerusalemme in Rom war, verlässt im Jahr 1600 Rom.
- Mit der Abhandlung L’Artusi Ovvero delle Imperfettioni della moderna musica von Giovanni Artusi, in der er die Musik eines Komponisten angriff, dessen Namen zu nennen er sich weigerte, startet die musiktheoretische Kontroverse zwischen Artusi und Claudio Monteverdi. Artusi wirft den harmonischen Neuerungen von Monteverdi zu viel „Modernität“ vor, da er im Dienste des Ausdrucks die alten Regeln des Kontrapunktes missachte. Monteverdi antwortet auf die Vorwürfe Artusis im Vorwort zu seinem 5. Madrigalbuch (1605) mit der Darstellung von zwei Stilen der Musikpraxis, die er prima pratica und seconda pratica nennt: Die prima pratica ist das vorangegangene polyphone Ideal des 16. Jahrhunderts mit seinem fließenden Kontrapunkt, vorbereiteten Dissonanzen und der Gleichwertigkeit der Stimmen. Die seconda pratica ist der neue monodische Stil, der die Sopran- und Bassstimme (Generalbass) hervorhebt und außerdem den Beginn der bewussten funktionalen Tonalität darstellt.

## Instrumental- und Vokalmusik (Auswahl)

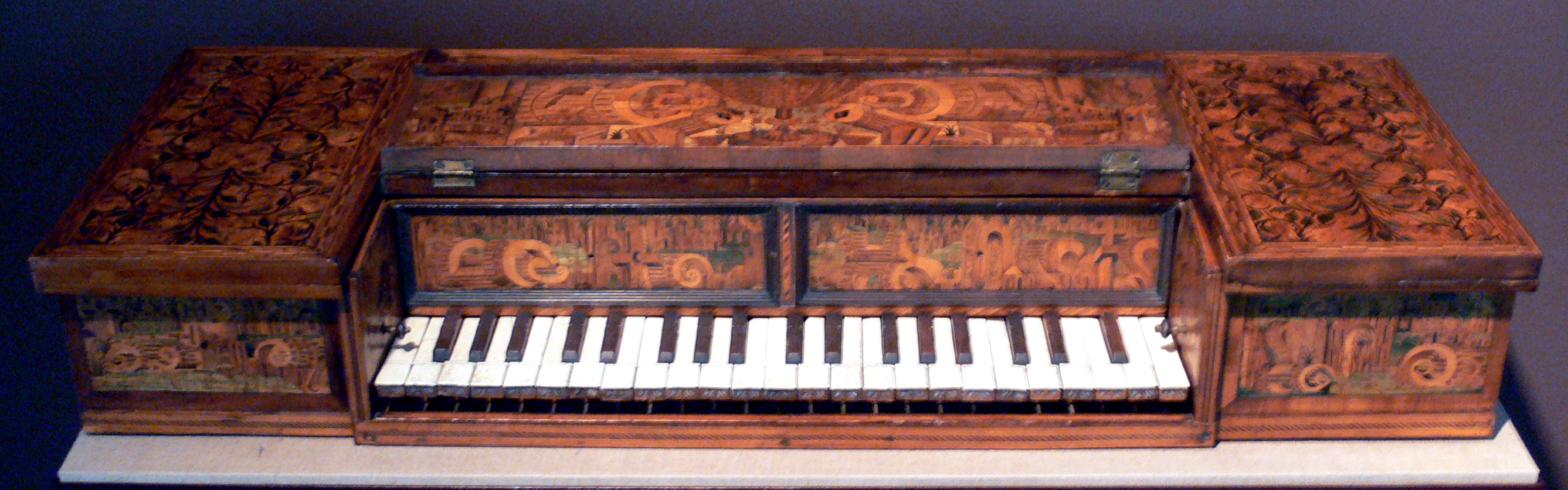
Virginal, Anonymus Augsburg um 1600, Musikinstrumentenmuseum Berlin (Kat.-Nr. 2217)

- Agostino Agazzari – erstes Buch der Madrigale zu fünf Stimmen, Venedig: Angelo Gardano
- Giovanni Francesco Anerio – Dialogo pastorale al presepio di nostro signore, Rom: Simone Verovio
- Giammateo Asola
  - Divinae Dei laudes zu zwei Stimmen, Venedig: Ricciardo Amadino
  - Sacro sanctae dei laudes zu acht Stimmen, Venedig: Ricciardo Amadino
- Adriano Banchieri – Il studio dilettevole: il terzo libro delle canzonette a tre voci, Mailand: Giovanni Francesco Besozzi & Co.
- Luca Bati – 3. u. 4. Chor zu Il Rapimento di Cefalo, Florenz (Text von Gabriello Chiabrera, Musik hauptsächlich von Giulio Caccini unter Mitarbeit von Stefano Venturi del Nibbio und Piero Strozzi)
- Giulio Belli – erstes Buch der Sacrae cantiones für vier, fünf, sechs, acht und zwölf Stimmen, Venedig: Angelo Gardano
- Valerio Bona – Psalmi omnes ad vesperas per totum annum, Venedig: Giacomo Vincenti
- Floriano Canale – Canzoni da sonare a quattro et otto voci, libro primo, Venedig: Giacomo Vincenti (Alessandro Bevilacqua gewidmet)
- Christoph Demantius – Tympanum militare zu sechs Stimmen, Nürnberg: Catharina Dieterich
- John Dowland – The Second Booke of Songs or Ayres of 2, 4. and 5. parts, London: Thomas East für Thomas Morley (enthält auch Flow my Tears)
- Giovanni Dragoni – erstes Buch der Motetten zu fünf Stimmen, Rom: Nicolo Mutii (posthum veröffentlicht)
- Johannes Eccard
  - Epithalamion Wo Christus wird geladen zu fünf Stimmen, Königsberg: Georg Osterberger (Hochzeitslied)
  - Hochzeits Lied (Nechst Gott auff dieser Erden) zu fünf Stimmen, Königsberg: Georg Osterberger (Hochzeitslied)
- Thomas Elsbeth – Selectissimae & novae cantiones sacrae zu sechs Stimmen, Frankfurt an der Oder: Friedrich Hartmann

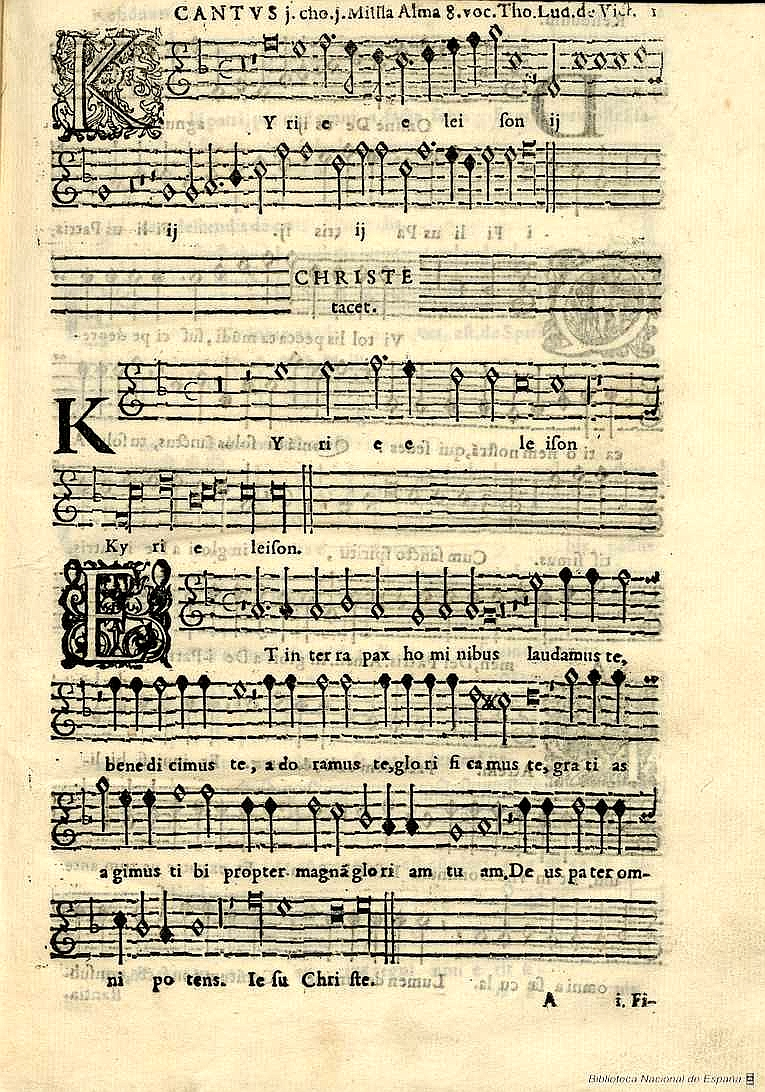
Beginn der Diskant-Stimme der Missa alma redemptoris mater (Madrid 1600) von Tomás Luis de Victoria

- Christian Erbach – Mode sacri sive cantus musici, Liber Primus zu vier bis zehn Stimmen, Augsburg: Johannes Praetorius
- Giovanni Giacomo Gastoldi – Il primo libro de Messe a 5 et a 8 voci
- Bartholomäus Gesius – Psalmodia choralis, Frankfurt an der Oder: Friedrich Hartmann (Sammlung von Antiphonen, Responsorien, Hymnen und anderer geistlicher Musik)
- Giovanni Battista Grillo
  - Il primo libro delle canzonette a 3 voci, Constantino Baselli
  - Il secondo libro delle canzonette a 3 voci, Constantino Baselli
- Jakob Hassler – Madrigale zu sechs Stimmen, Nürnberg: Paul Kaffmann
- Robert Jones – The First Book of Songes or Ayres, 21 Ayres für vier Singstimmen, Laute/Orpheoron und Bassviole, London
- Orlando di Lasso – Prophetiae Sibyllarum zu vier Stimmen, München: Nicolaus Heinrich (posthum veröffentlicht)
- Tiburtio Massaino – Missarum liber primus zu acht Stimmen, Venedig: Ricciardo Amadino
- Simone Molinaro – zweites Buch der Canzonettas zu drei Stimmen, Venedig: Ricciardo Amadino
- Philippe de Monte
  - Sacrarum cantionum […] liber septimus zu fünf Stimmen, Venedig: Angelo Gardano
  - Musica sopra Il pastor fido zu sechs Stimmen, Venedig: Angelo Gardano (Sammlung von Canzoni und Madrigalen)
- Thomas Morley – The first booke of ayres, London: William Barley
- Giovanni Pierluigi da Palestrina
  - Missarum cum quatuor, quinque & sex vocibus, liber decimus, Venedig
  - Missarum cum quatuor, quinque & sex vocibus, liber undecimus, Venedig
  - Individualdruck Litaniae Deiparae Virginis musica D. Ioannis Petri Aloysii Praenestini […] cum quatuor vocibus, Venedig
  - Litaniae Beatae Mariae Virginis zu drei bis vier Stimmen

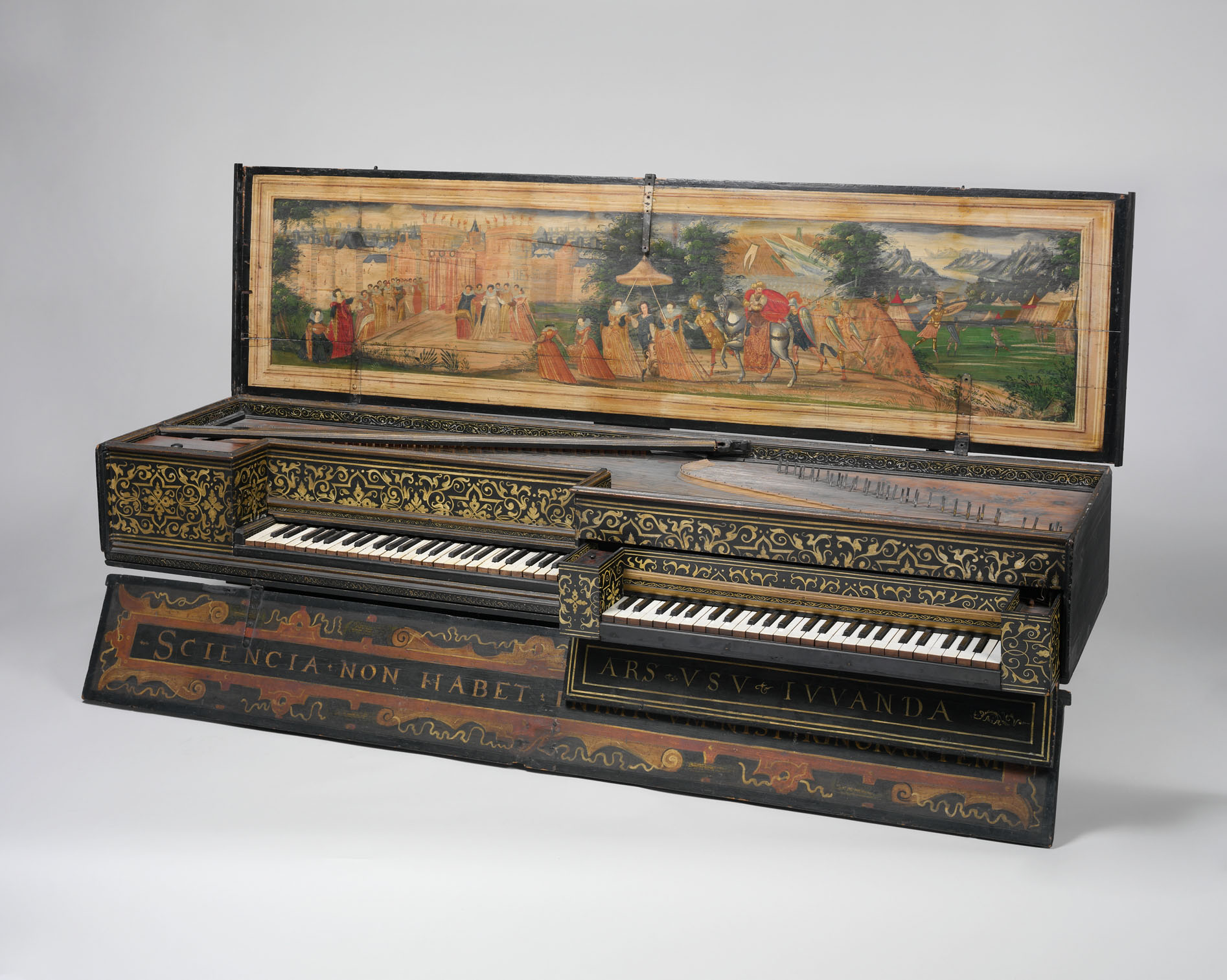
Mutter & Kind-Virginal, Lodewijck Grouwels, 1600. Metropolitan Museum of Art. Die „Mutter“ ist das linke Manual, und das „Kind“ das rechte.

- Benedetto Pallavicino – Il sesto libro de madrigali zu fünf Stimmen, Venedig
- Jakob Regnart
  - 1 Komposition, in: Flores musicae, Heidelberg
  - 1 Komposition, in: Florum musicae, Heidelberg
- Orfeo Vecchi
  - Hymni totius anni zu fünf Stimmen, Mailand: Simon Tini Erben & Giovanni Francesco Besozzi
  - Falsi bordoni figurati sopra gli otto toni ecclesiastici zu vier, fünf und acht Stimmen, Mailand: Simon Tini Erben & Giovanni Francesco Besozzi (Sammlung von Gesängen, Hymnen und Litaneien)
- Cornelis Verdonck – 1 Madrigal, in: Sammlung De floridi virtuosi d’Italia madrigali zu fünf Stimmen, Antwerpen
- Lodovico Grossi da Viadana – Officium Defunctorum zu 4 Stimmen, op. 11, Venedig
- Tomás Luis de Victoria – Missa alma redemptoris mater, Madrid
- Hubert Waelrant – Intavolierung von 2 Canzonas
- Thomas Weelkes – Madrigals Of 5. and 6. parts, apt for the Viols and voices

## Musiktheater

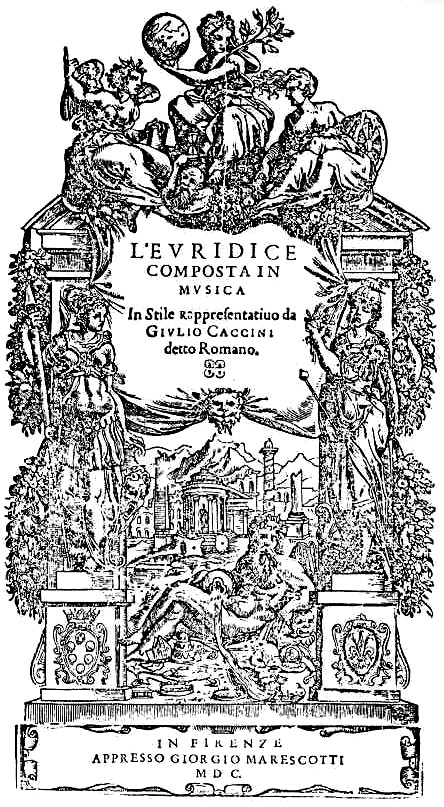
Giulio Caccini – Euridice – Titelseite des Erstdrucks, Florenz 1600
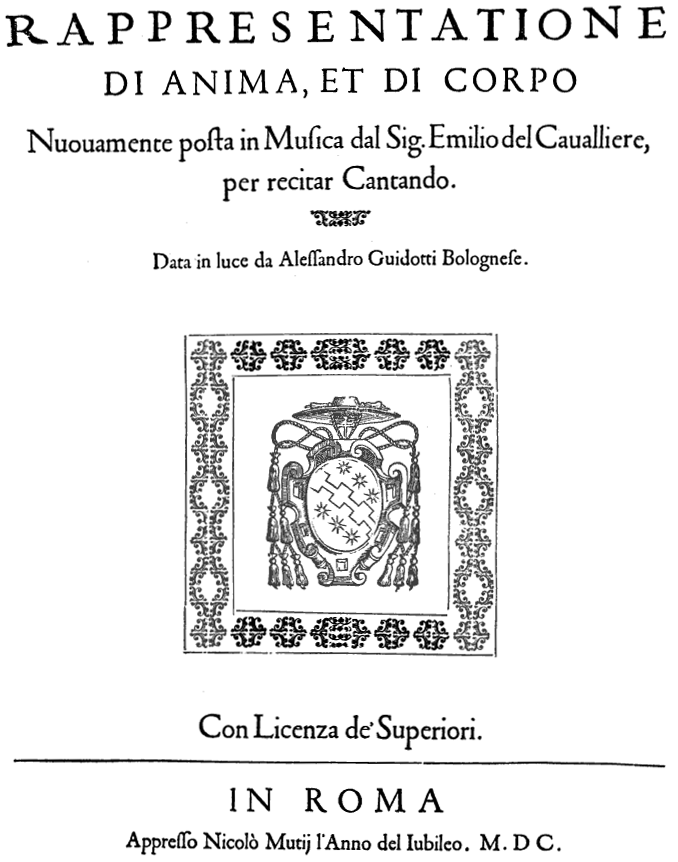
Emilio de’ Cavalieri – Rappresentatione di Anima, et di Corpo – Titelseite der Partitur, Rom 1600
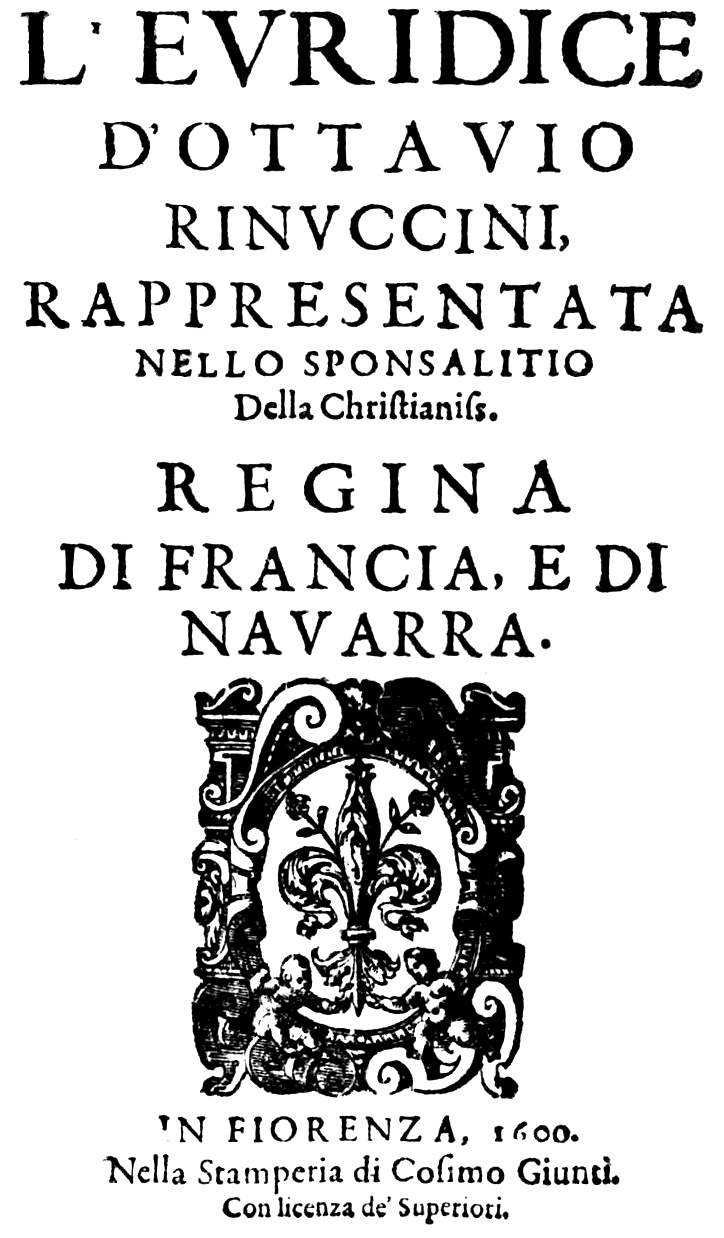
Jacopo Peri – L’Euridice favola drammatica – Titelseite des Librettos, Florenz 1600
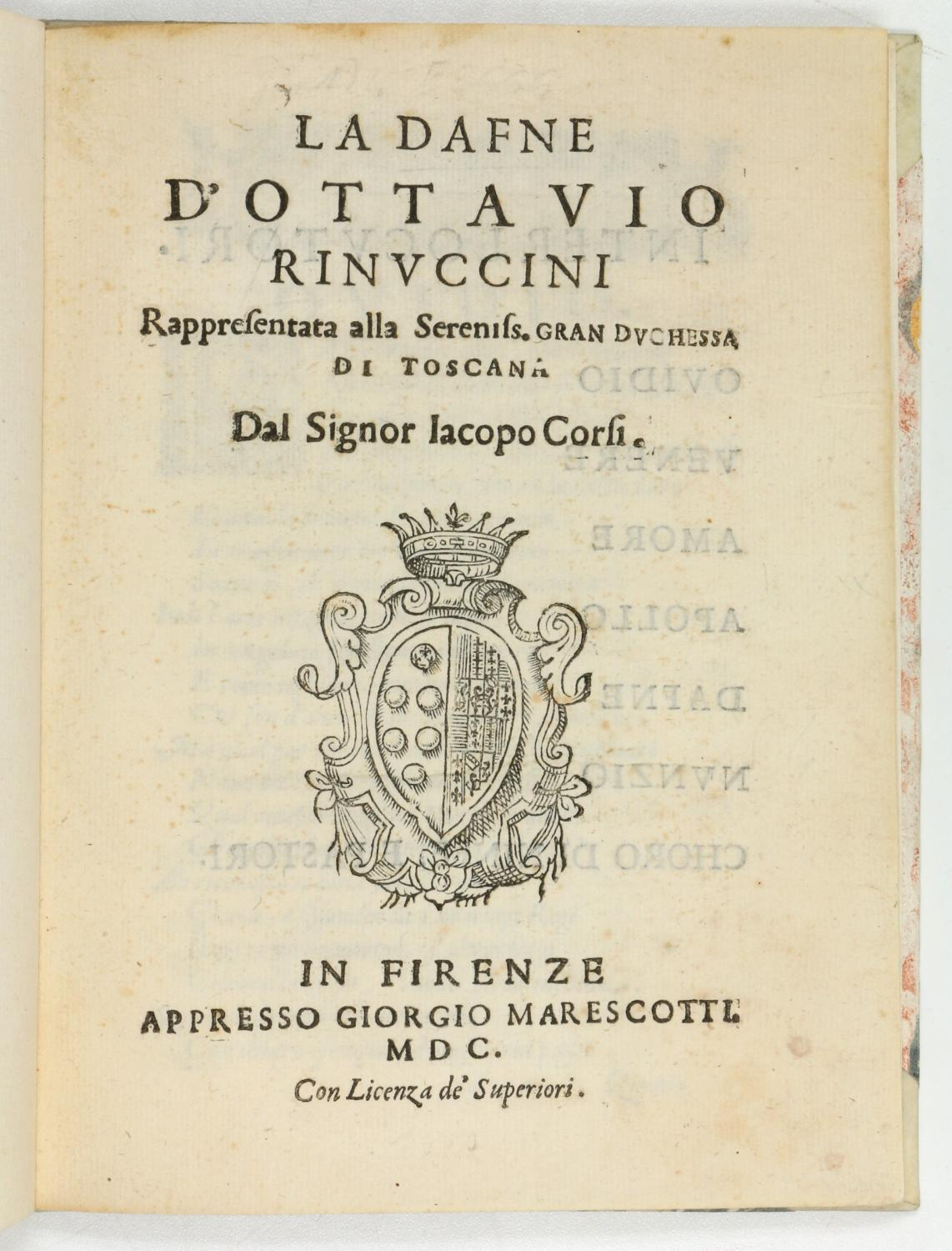
Jacobo Peri – La Dafne – Titelblatt des Librettos, Florenz 1600

- Giulio Caccini
  - Euridice, auf ein Libretto von Ottavio Rinuccini (1600 gedruckte Oper, Uraufführung erst 1602 mit der Tochter des Komponisten, Francesca Caccini, als Solistin)
  - Il Rapimento di Cefalo, (Uraufführung am 7. Oktober im Palazzo Vecchio in Florenz anlässlich der Hochzeit per procurationem König Heinrichs IV. von Frankreich mit Maria de’ Medici, Teile daraus gedruckt in Le nuove musiche)
- Emilio de’ Cavalieri – Rappresentatione di Anima, et di Corpo auf ein Libretto von Agostino Manni mit Dorisio Isorelli (Uraufführung im Februar 1600 in Rom im Oratorio di Santa Maria in Vallicella)
- Jacopo Peri – L’Euridice favola drammatica auf ein Libretto von Ottavio Rinuccini (Uraufführung am 6. Oktober 1600 im Palazzo Pitti in Florenz anlässlich der Hochzeit per procurationem König Heinrichs IV. von Frankreich mit Maria de’ Medici)

## Musiktheoretische Schriften
- Giovanni Artusi – L’Artusi Ovvero delle Imperfettioni della moderna musica
- Sethus Calvisius – Exercitationes musicae duae, Leipzig
- Rocco Rodio – Regole di musica di Rocco Rodio sotto brevissime risposte ad alcuni dubij propostigli da un cavaliero, intorno alle varie opinioni de contrapontisti con la dimostratione de tutti i canoni sopra il canto fermo, Neapel

## Geboren

### Geburtsdatum gesichert

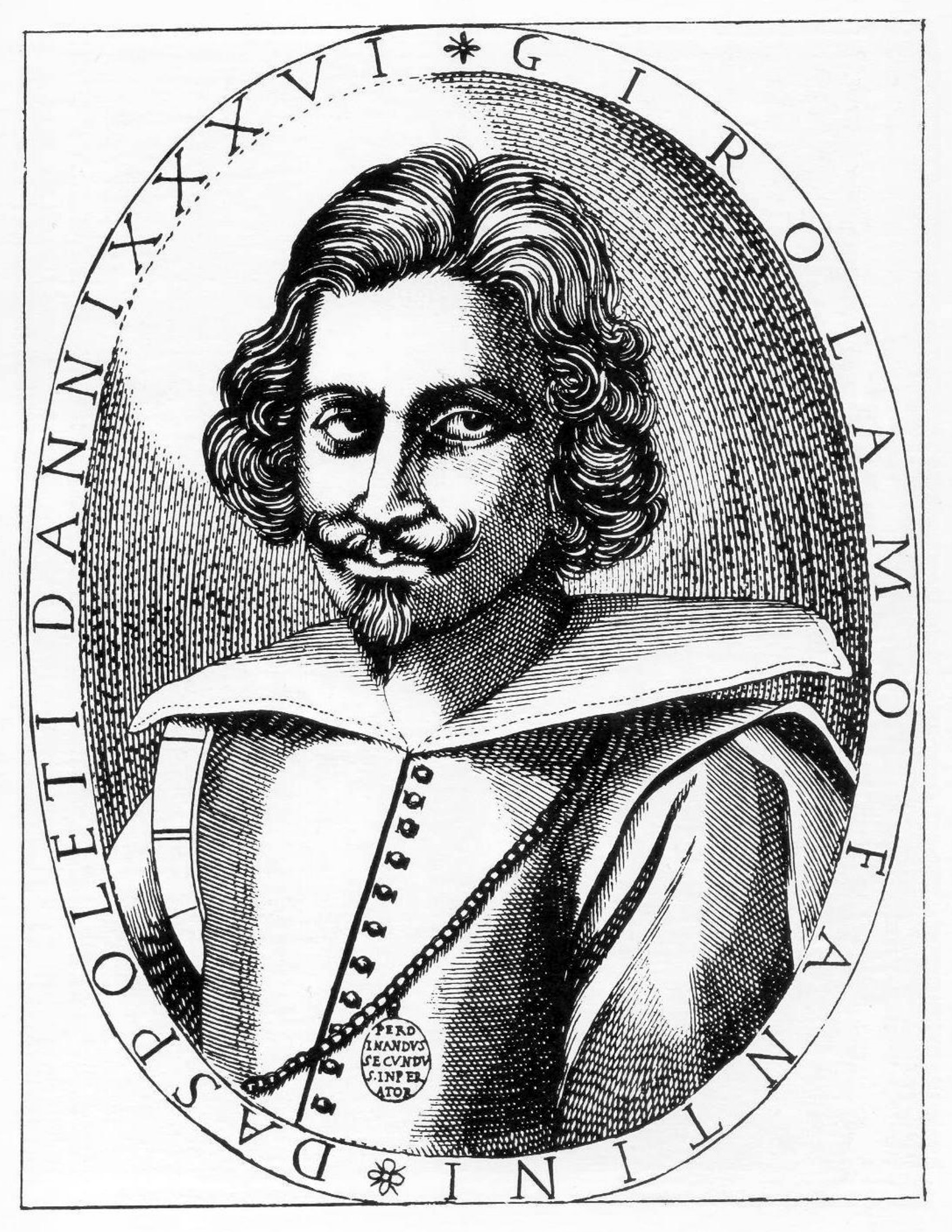
Girolamo Fantini; getauft 11. Februar

- 11. Februar (getauft): Girolamo Fantini, italienischer Trompeter und Komponist († 1675)
- 15. Februar: Petrus Kramer, deutscher Orgelbauer († nach 1658)
- 16. April: Paulus Arnolt, deutscher Stück- und Glockengießer († nach 1642)

### Genaues Geburtsdatum unbekannt
- Antoine de Cousu, französischer Musiktheoretiker, Kirchenkapellmeister, Barockkomponist und Kleriker († 1658)
- Pietro Paolo Sabbatini, italienischer Komponist, Musikdirektor und Musiker († 1657)

### Geboren vor 1600
- Serafino Patta, italienischer Benediktiner, Komponist und Organist († nach dem 1. November 1619)
- Julius Ernst Rautenstein, deutscher Organist und Komponist († 1659 oder 1660)

### Geboren um 1600
- Carlo Farina, italienischer Violinist, Komponist und Kapellmeister († 1639)

## Gestorben

### Todesdatum gesichert

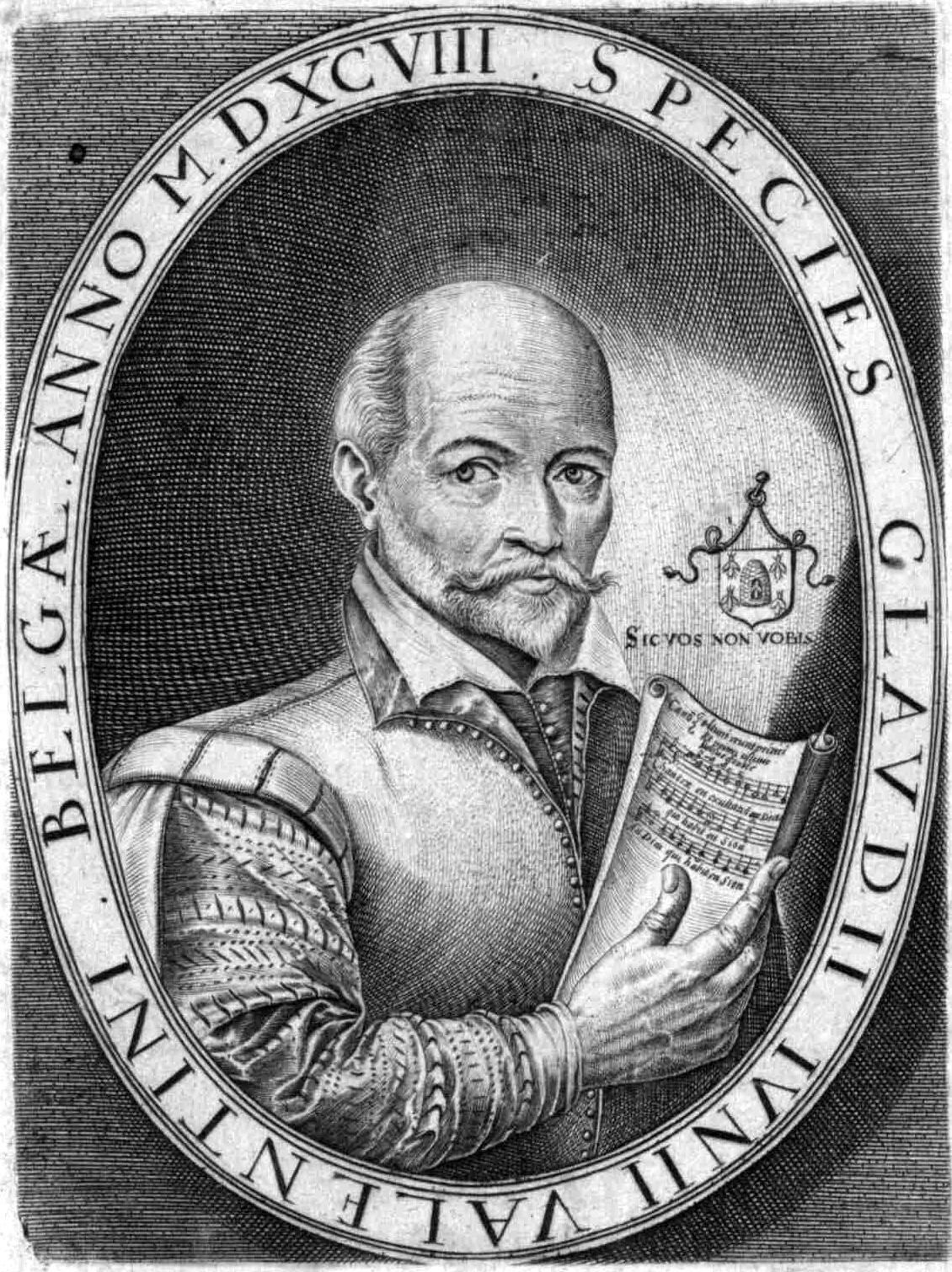
Claude Le Jeune; † vor dem 26. September

- vor dem 26. September: Claude Le Jeune, franko-flämischer Komponist und Lautenist (* um 1530)

### Genaues Todesdatum unbekannt
- John Case, britischer Philosoph und Musikexperte (* zwischen 1539 und 1546)
- Johannes Rauw, deutscher Kosmograph, Theologe und Komponist (* unbekannt)

### Gestorben um 1600
- Cyprian Bazylik, polnischer Komponist (* um 1535)
- Caspar Ecchienus, norwegischer Komponist (* um 1550)
- Julien Perrichon, französischer Lautenist und Komponist (* 1566)
- Lucrezio Quinziani, italienischer Komponist (* um 1555)
- Antonio Valente, italienischer Organist, Cembalist und Komponist (* um 1520)

### Gestorben nach 1600
- Jean de Castro, franko-flämischer Komponist und Kapellmeister (* um 1540)